# Maria Sharapova
Maria Yuryevna Sharapova (em russo, Мария Юрьевна Шарапова; Nyagan, 19 de abril de 1987) é uma ex-jogadora profissional de tênis da Rússia e ex-número 1 do ranking da WTA. Seus pais são de Homiel, Bielorrússia, mas mudaram-se para a Rússia em 1986, logo após o acidente nuclear de Chernobil, cidade ucraniana vizinha.
Em janeiro de 2010, a tenista voltou a ser a desportista mais bem paga do mundo, ao renovar o seu contrato com a marca de artigos desportivos Nike, no valor de 70 milhões de dólares (cerca de 48 milhões de euros).

## Carreira
Com três anos de idade, Sharapova mudou-se com a família para a localidade de Sochi, e começou a jogar tênis aos quatro anos. Aos seis anos, num clube de tênis em Moscou, foi observada por Martina Navrátilová, que convenceu seus pais a levá-la para treinos sérios nos Estados Unidos.
Em 2004, Sharapova se tornou a segunda mais nova tenista a ganhar o título de Wimbledon na era aberta, depois de Martina Hingis, ao derrotar a bicampeã Serena Williams por 2 sets a 0 (6-1,6-4), sendo também a primeira russa a ganhar esse torneio.
É considerada por muitos como dotada de uma grande beleza natural e fez alguns trabalhos como modelo em novembro de 2003 na IMG Models. No entanto, diz que seu foco é o tênis e não quer gastar muito tempo nessas atividades. Por sua beleza, é muito comparada com Anna Kournikova. Usa a raquete Prince O3 e, consequentemente, essa raquete ficou muito popular.
Desde junho de 2004, teve uma sequência de 22 vitórias seguidas na grama, até cair na semifinal das quadras de Wimbledon em 2005, incluindo um bicampeonato de Birmingham e a coroa de Wimbledon em 2004. O grande sucesso continuou após a vitória de Wimbledon, com um campeonato no fim da temporada em Los Angeles e performances sólidas.
Em abril de 2005, foi listada pela People Magazine como uma das 50 mulheres mais lindas do mundo. Em junho de 2005, a revista Forbes magazine considerou-a a esportista mais bem paga da história, com 18 milhões de dólares anuais, a maior parte deles de patrocínios e como modelo.
Defender seu título de Wimbledon em 2005 parecia ser simples, com Sharapova vencendo todos os sets facilmente até a semifinal, onde caiu contra uma renovada Venus Williams, perdendo a partida por 2 sets a 0 (6-7 e 1-6), num dos melhores jogos da história, em que ambas as jogadoras demonstraram muita pontaria e poder. Junto com essa derrota, fracassou na busca pelo primeiro lugar do ranking da WTA, que ficou com Lindsay Davenport (finalista neste mesmo torneio).
No entanto, uma fratura persistente nas costas de Davenport na final de Wimbledon significou que ela não poderia defender seus pontos na temporada de quadras rápidas nos Estados Unidos. Sharapova também estava sofrendo lesões e não completou um torneio nesta temporada. No entanto, ela tinha poucos pontos a defender e assim subiu para o número 1 em agosto de 2005. Apesar disso, seu reinado durou apenas uma semana, pois Davenport voltou à posição ao vencer o título de New Haven. Sharapova recuperou o posto de número 1 no dia 12 de setembro, mesmo perdendo a semifinal do U.S. Open de tênis.
Sua derrota na semifinal do US Open 2005 contra Kim Clijsters marcou a quarta vez nessa temporada em que ela foi derrotada nos torneios de Grand Slam para a futura campeã; antes foram Serena Williams nas semifinais do Aberto da Austrália, nas quartas de final do Roland-Garros para Justine Henin-Hardenne e na semifinal de Wimbledon para Venus Williams.
A semifinal do US Open de 2005 contra Kim Clijsters foi um nervoso encontro que terminou 2-6 no primeiro set, 7-6 no segundo set, para finalmente ser derrotada com um 6-3, em grande parte devido a saques inconsistentes, levando a sete duplas faltas.

### 2006

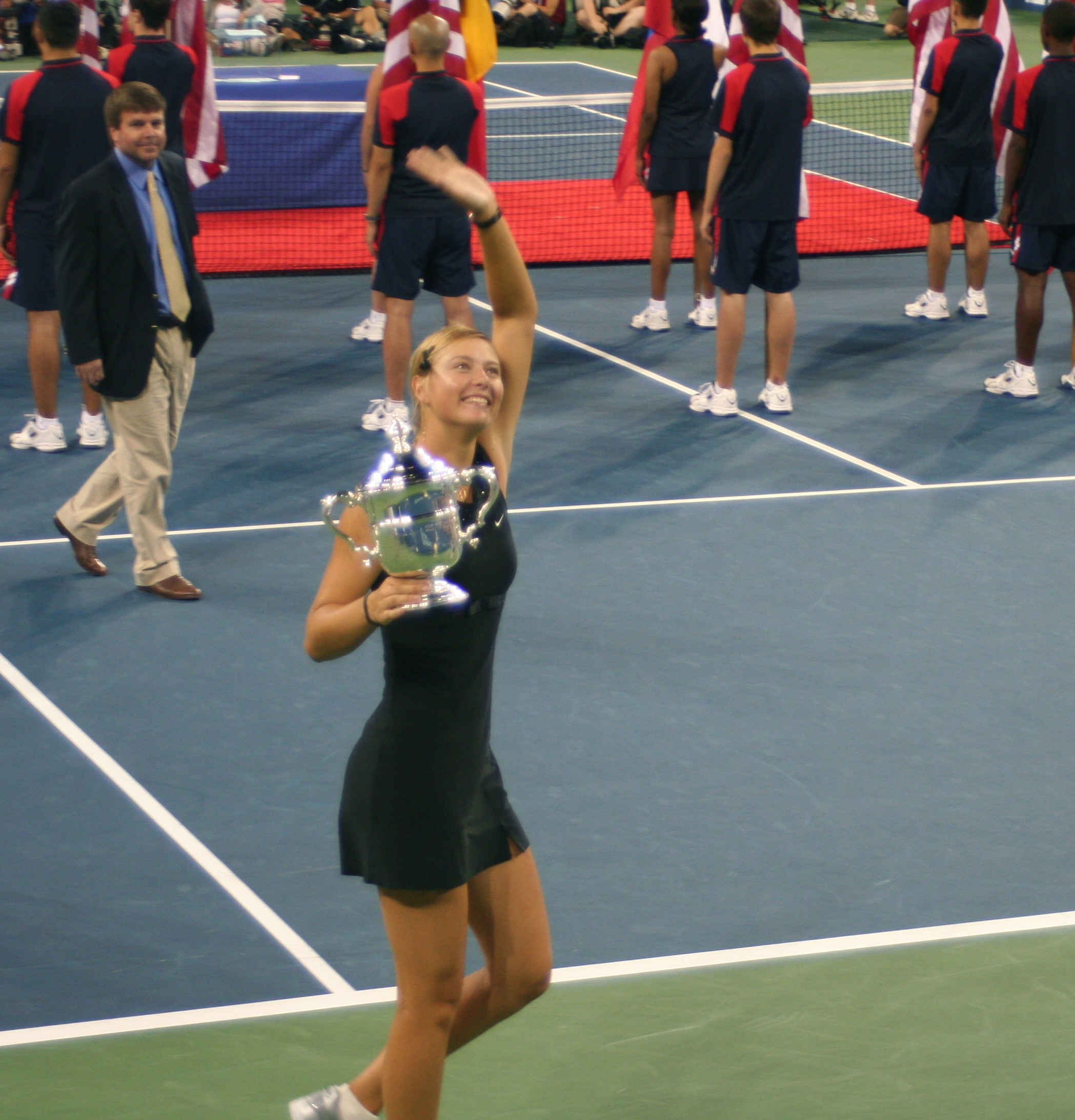
Sharapova no US Open de 2006

Sharapova se recuperou de uma lesão no ombro e começou bem o ano de 2006, chegando à semifinal do Aberto da Austrália pela segunda vez na carreira e alcançando também a semifinal do Pan Pacific em Tóquio, onde foi superada pela suíça Martina Hingis (3-6, 1-6). Em fevereiro chegou a sua primeira final desde Birmingham em 2005, mas perdeu o título de Dubai para Justine Henin por 5-7 2-6, mesmo tendo superado a cabeça de chave número 3, Martina Hingis, e a número 2, Lindsay Davenport, e tornou-se a 29ª jogadora da história a superar os 5 milhões de dólares.
Em março, Sharapova venceu seu 11º título na carreira ao conquistar o torneio de Indian Wells Masters, superando Elena Dementieva na final; chegou também à final de Miami, atingindo 11 vitórias consecutivas, mas acabou sendo superada pela sua compatriota Svetlana Kuznetsova. Após cerca de dois meses parada devido a uma lesão no pé, ela retornou em maio para o torneio de Roland Garros, onde caiu na quarta rodada contra Dinara Safina por 5-7, 6-2, 5-7, quando chegou a estar ganhando de 5-1 no terceiro set, mas perdeu muitos pontos no final do jogo.
Defendendo o título de Birmingham, perdeu na semifinal para Na Li; chegou também na semifinal do torneio de Wimbledon, onde foi superada por Amélie Mauresmo, que se tornaria a campeã. Em agosto começou a melhorar ainda mais seu jogo e superou a belga Kim Clijsters na final do torneio de San Diego, nos EUA.
Semifinalista do torneio de Los Angeles (onde perdeu para Elena Dementieva), retirou-se do torneio de Montreal visando uma melhor preparação para o Grand Slam que viria em seguida. Usando uma roupa de gala preta com diamantes em alguns jogos noturnos, feita especialmente por um de seus patrocinadores, acabou fazendo um U.S Open impecável, tendo superado na semifinal a francesa Amélie Mauresmo pela primeira vez na sua carreira e passado por Justine Henin na final por 2 sets a 0, conquistando o seu segundo título de Grand Slam na carreira e o maior triunfo do ano.
No final de outubro ainda conquistou mais dois títulos, Zurique e Linz, alcançando 16 no total; já classificada para o WTA Championships, acabou abandonando o torneio de Moscou, mais uma vez com problemas no pé, recuperou-se e retornou para fechar o ano na competição que reúne as melhores da temporada. Na primeira fase de grupos foi arrasadora e venceu os três confrontos sem perder nenhum set, contra Kuznetsova, Clijsters e Dementieva, e se classificou em primeiro para as semifinais, tendo chances de se tornar a número 1 do mundo, porém não contava enfrentar a outra candidata ao mesmo posto, Justine Henin, que não deu chances à russa, vencendo o jogo por 6-2 e 7-6 (5).

### 2007

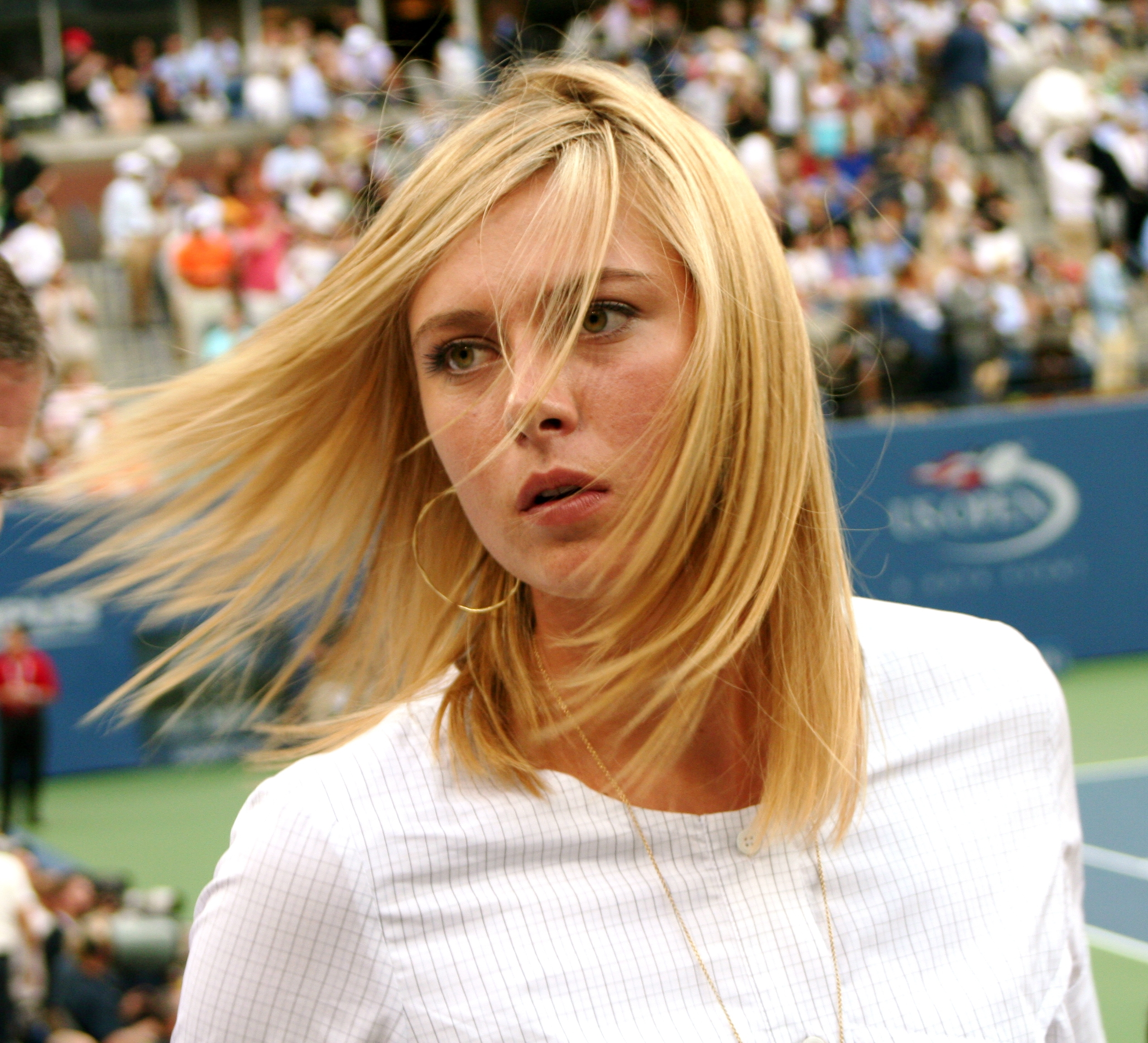
Sharapova no US Open de 2007

A estreia de Maria Sharapova em 2007 aconteceu no dia 4 de janeiro no torneio exibição de Hong Kong, onde derrotou a chinesa Zi Yan por 2 a 0 (7-5 e 6-3) já nas quartas de final da competição. Na semifinal venceu sua compatriota Elena Dementieva, mas acabou sendo superada pela belga Kim Clijsters na final.
No Open da Austrália, o primeiro Grand Slam do ano, Sharapova teve um início complicado pelo forte calor na cidade de Melbourne. Passou com dificuldades pela francesa Camille Pin, por 2 sets a 1, com parciais de 6-3, 4-6 e 9-7. Já na segunda rodada se recuperou bem e não perdeu mais nenhum set até o grande duelo da semifinal, onde eliminou a belga Kim Clijsters.
Já confirmada como nova número 1 do mundo, ela chegou na final confiante em busca do seu terceiro título de Grand Slam, mas encontrou a forte Serena Williams, que determinada venceu facilmente a russa por 2 sets a 0, com parciais de 6-1 e 6-2. Após o jogo ela declarou que o fator mais determinante para a derrota foi a fraco desempenho no saque.
Na primeira semana como nova número 1 do mundo, disputou o torneio de Tóquio, onde foi eliminada na semifinal após abandonar a partida contra Ana Ivanović, devido a um problema no tendão da perna esquerda.
Após um longo período de recuperação, ela retornou ao circuito em março para defender o seu título no torneio de Indian Wells. Logo na estreia sofreu para superar a holandesa Michaëlla Krajicek por 2 sets a 0, com parciais de 7/6 (7/5) e 6/4, e na segunda rodada teve mais dificuldades para vencer a francesa Nathalie Dechy por 2 sets a 0, parciais de 7/5 e 6/2. Já nas oitavas de final acabou superada por sua compatriota Vera Zvonareva, número 20 do mundo, por 2 sets a 1, com parciais de 4-6, 7-5 e 6-1, e com isso acabou perdendo o posto de número 1 do mundo para Justine Henin.
No Masters de Miami seguiu sua má fase nas quadras e, após passar por Venus Williams em jogo que durou cerca de 2h30min, acabou perdendo nas oitavas de final para Serena Williams por um duplo 6-1 em apenas 58 minutos de jogo. Na semana seguinte, Sharapova anunciou seu afastamento do circuito devido a lesões no ombro direito e no joelho esquerdo.
Após mais de um mês e meio parada, Sharapova voltou a jogar no dia 22 de maio pelo torneio WTA de Istambul e venceu o primeiro jogo contra a búlgara Tsvetana Pironkova por 6/4 e 7/6(1), sentindo alguma dificuldade principalmente no segundo set, quando chegou a estar vencendo por 4-2. Já pelas quartas de final do torneio ela precisou de três sets para passar por Agnieszka Radwańska (6/2, 3/6 e 6/0), mas ainda se adaptando ao piso de saibro, onde não jogava há cerca de um ano, e sentindo muitas dificuldades, principalmente no saque. Ela então acabou sendo eliminada no jogo seguinte, pela semifinal, onde perdeu para a francesa Aravane Rezaï por 6-2 e 6-4.
A sua estreia no segundo Grand Slam do ano, Roland-Garros, aconteceu no dia 30 de maio e mais uma vez ela teve dificuldades para superar sua adversária, a francesa Émilie Loit, vencendo por 2 sets a 0, parciais 6-3 e 7-6 (7-4). Na segunda rodada, já um pouco mais adaptada ao saibro, não deu chances para a norte-americana Jill Craybas e ganhou por 2 sets a 0, com parciais de 6-2 e 6-1 em pouco mais de uma hora. Na terceira rodada, teve facilidade apenas no primeiro set para derrotar a sua compatriota Alla Kudryavtseva por 2 sets a 0, com parciais de 6-1 e 6-4; no segundo set ela chegou a ficar atrás no placar, mas conseguiu a reação.
Nas oitavas de final veio um jogo mais difícil, onde Maria teve que salvar dois match points e levou 2h37min para superar a suíça Patty Schnyder por 2 sets a 1, de virada, parciais de 3/6, 6/4 e 9/7. Já nas quartas de final em Paris, Sharapova quebrou um tabu de nunca ter avançado às semifinais da competição após superar a sua compatriota Anna Chakvetadze por 2 sets a 0, com parciais de 6-3 e 6-4, mas viu as chances de chegar à final acabarem quando foi superada pela novata Ana Ivanović por 2 sets a 0, 6-2 e 6-1.
Logo na semana seguinte veio a estreia no torneio de Birmingham, abrindo a temporada em piso de grama; depois de uma vitória arrasadora no primeiro jogo, a chuva interrompeu as partidas por dois dias, levando as oitavas de final e quartas de final para o sábado. Com duas vitórias, Sharapova avançou à semifinal, que foi jogada na manhã de domingo, venceu fácil, mas na final, que foi jogada no mesmo dia, acabou perdendo para Jelena Janković de virada, por 2 sets a 1, 4-6, 6-3 e 7-5.
No torneio de Wimbledon, terceiro Grand Slam do ano, acabou não tendo um desempenho esperado e, após três vitórias fáceis, caiu nas oitavas de final diante da norte-americana Venus Williams.
Na volta às quadras, Sharapova conseguiu finalmente seu primeiro título do ano ao conquistar pela segunda vez na carreira o WTA de San Diego, nos Estados Unidos, batendo na final a suíça Patty Schnyder por 2 sets a 1 (6/2, 3/6 e 6/0), em 1h54m de partida.
Sharapova chegou ao US Open com a missão de defender o título, mas depois de um início arrasador onde só perdeu dois games, ela acabou caindo diante da polonesa Agnieszka Radwańska na terceira rodada. Ficou novamente afastada devido ao problema no ombro e retornou no dia 10 de outubro, mas foi eliminada pela bielorrussa Victoria Azarenka no primeiro jogo do Torneio de Moscou; Sharapova não era derrotada na estreia de uma competição desde 2004.
Com a desistência de Venus Williams, Sharapova ganhou a chance de disputar a WTA Championship, conseguindo uma excelente participação; tendo vencido os três jogos da primeira fase, passou por Anna Chakvetadze na semifinal, mas acabou sendo superada pela belga Justine Henin na final por 2 sets a 1, com parciais de 7-5, 5-7 e 3-6.

### 2008

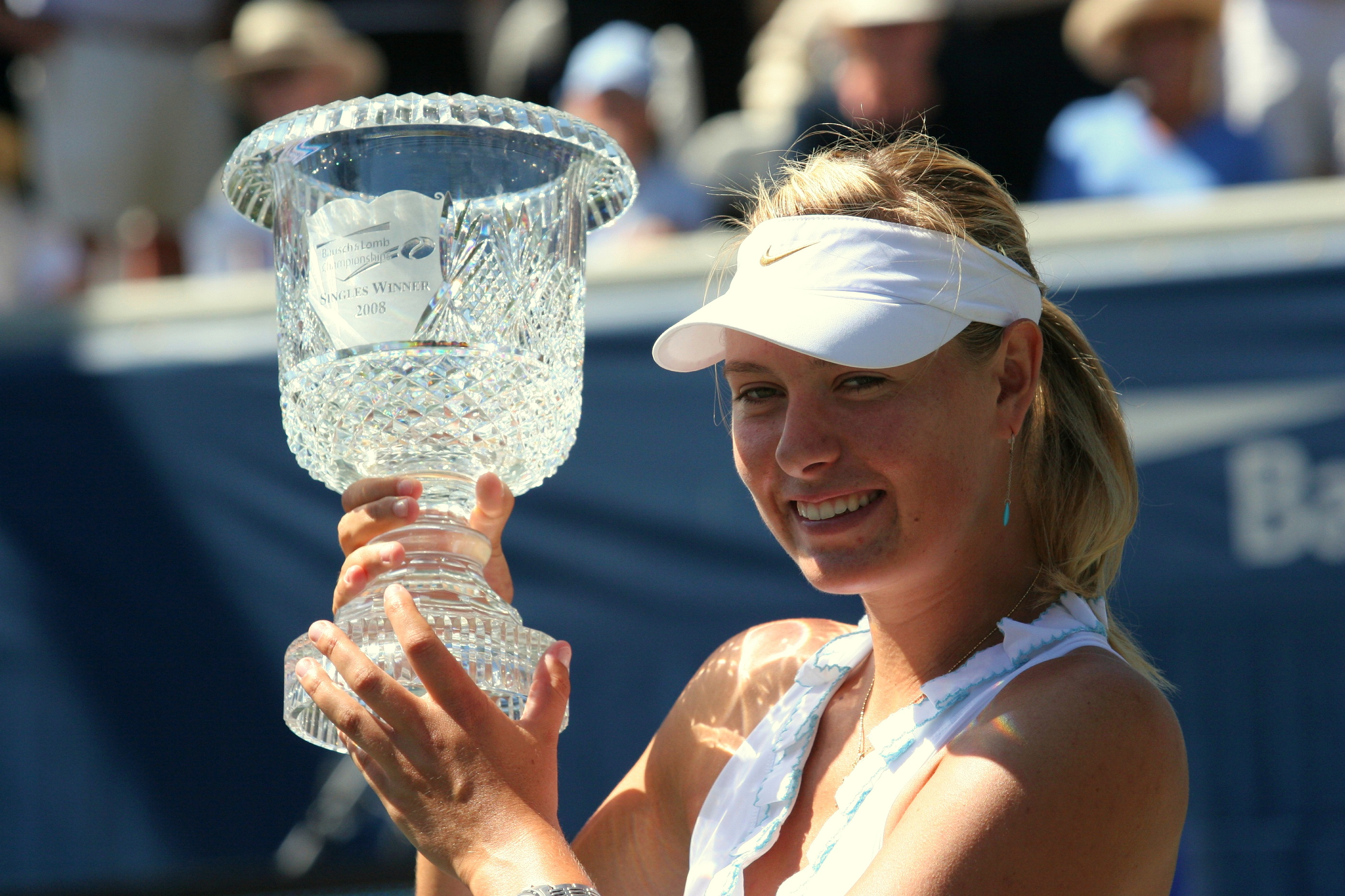
Sharapova com o troféu do MPS Group Championships de 2008.

O início da temporada de Maria Sharapova em 2008 foi semelhante ao do ano anterior: participou do torneio exibição de Hong Kong, onde venceu dois jogos e perdeu na final para a norte-americana Venus Williams. No primeiro Grand Slam do ano, o Aberto da Austrália, ela conquistou o título após vancer Ana Ivanović na final disputada em Melbourne, não perdeu nenhum set na competição a ainda passou pelas tenistas Lindsay Davenport na segunda rodada, e Justine Henin nas quartas de final.
No início de fevereiro, Sharapova participou da Fed Cup pela primeira vez, defendendo a Rússia nas quartas de final contra Israel; ela venceu dois jogos de simples contra Tzipora Obziler (6-0 e 6-4) e contra Shahar Peer (6-1 e 6-1), ajudando no placar de 4 a 1 que levou seu país à semifinal. No final do mês chegou à sua 14ª vitória consecutiva no ano, após conquistar o torneio de Doha, tendo na final derrotado a sua compatriota Vera Zvonareva por 2 sets a 1, com parciais de 6-1, 2-6 e 6-0.
Em março disputou o torneio de Indian Wells, onde aumentou sua série de jogos invicta no ano para 18 até a fase de semifinais, onde foi derrotada por sua compatriota Svetlana Kuznetsova, Sharapova anunciou sua desistência do torneio de Miami, alegando cansaço.
No começo de abril, Sharapova conquistou seu primeiro título no saibro no torneio Amelia Island, em cuja final superou a eslovaca Dominika Cibulková pelo placar de 2 sets a 0, com parciais 7-6 (9-7) e 6-3. No caminho do título ela contou com a desistência de Lindsay Davenport na semifinal e passou por jogos longos como o das quartas de final, em que superou a ucraniana Alona Bondarenko em 2h43min, e o das oitavas de final, quando passou pela espanhola Anabel Medina Garrigues em 3h27min. Já na semana seguinte em Charleston, caiu diante da norte-americana Serena Williams nas quartas de final.
Em maio, Sharapova caminhava bem em mais um torneio disputado no saibro, em Roma, na Itália, mas depois de três vitórias difíceis ela teve que abandonar a competição devido a uma lesão na perna; a partida pela semifinal seria contra a sérvia Jelena Janković. Na semana seguinte apareceu como a nova número um do mundo no ranking WTA, devido ao encerramento da carreira da belga Justine Henin. Em Roland Garros teve muitas dificuldades nas três primeiras rodadas e acabou sendo eliminada por Dinara Safina nas oitavas de final; o jogo havia sido interrompido pela chuva e, na volta, Sharapova liderava o segundo set por 5 a 2, mas permitiu o empate; no tie-break, vencia também por 5 a 2, mas acabou sofrendo a virada; no terceiro set não se recuperou e perdeu o jogo.
Sharapova disputou em junho o torneio de Wimbledon. Sem ter feito nenhuma disputa preparatória na grama, teve uma estreia tranquila, onde venceu a francesa Stéphanie Foretz, mas não fez uma boa partida na segunda rodada e foi eliminada diante da sua compatriota Alla Kudryavtseva, perdendo por 2 sets a 0, parciais de 6-2 e 6-4.
No torneio de Montreal, disputado no final de julho, Sharapova venceu com dificuldades na estreia, fazendo 2 sets a 1 contra a polonesa Marta Domachowska, mas no dia seguinte abandonou a competição alegando uma lesão no ombro. Depois de já ter desistido de carregar a bandeira de seu país na abertura dos Jogos Olímpicos de Pequim, ela acabou desistindo da disputa, indo para Nova Iorque realizar exames médicos no ombro. Os resultados revelaram uma rasgadura moderada no tendão rotatório, que obrigou a tenista a desistir também da disputa do US Open e da final da Fed Cup.
No final de setembro, Sharapova anunciou que sua volta às competições seria apenas em 2009, para que tivesse mais tempo na recuperação da lesão no ombro direito.

### 2009

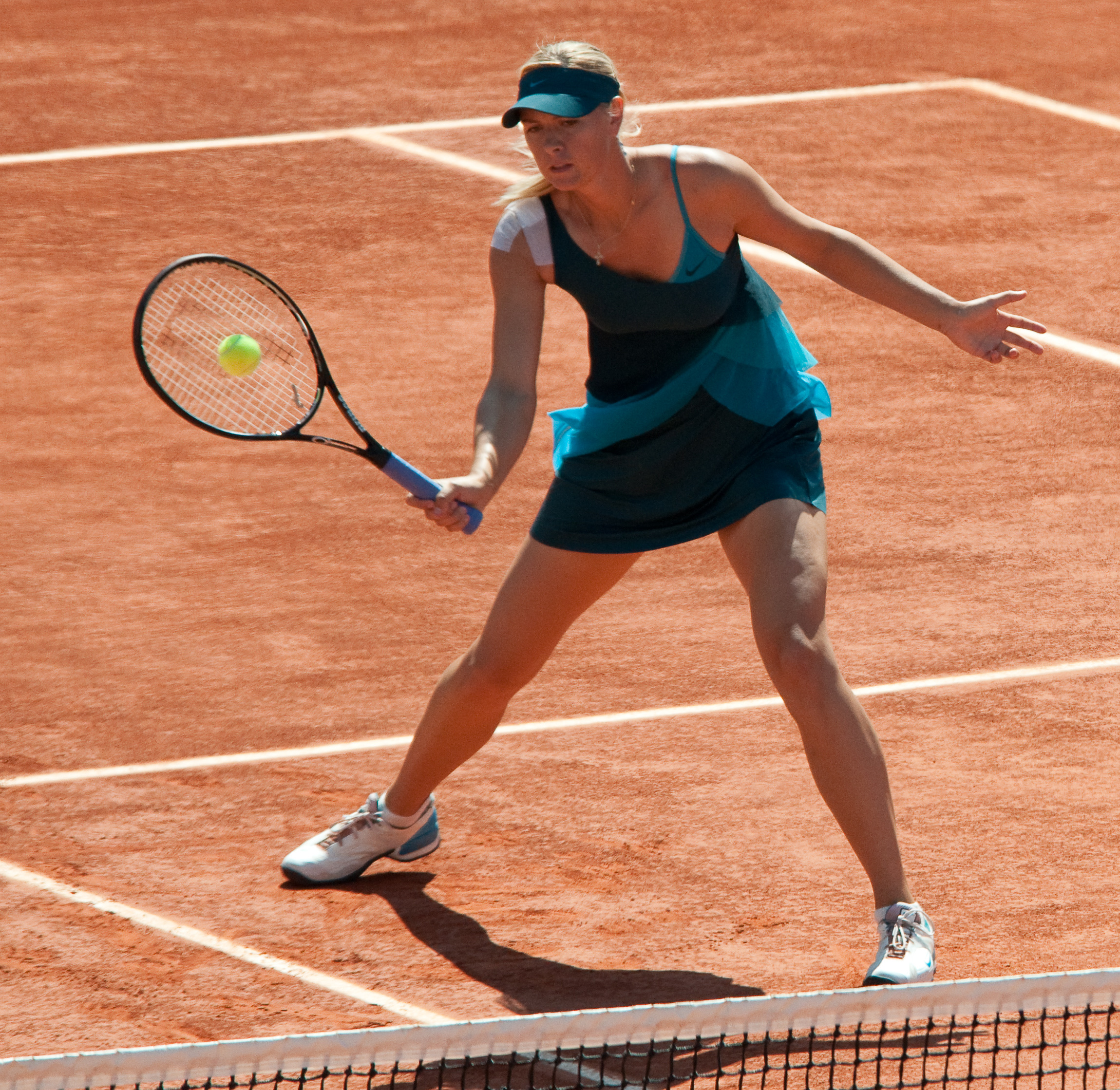
Sharapova durante torneio de Roland Garros 2009

Sharapova não disputou nenhum torneio no início do ano e anunciou que estaria fora do Aberto da Austrália, alegando que ainda precisava de tempo para finalizar a recuperação da lesão no ombro direito, abrindo mão assim do direito de defender o título em Melbourne. No dia 12 de março ela voltou a jogar um torneio depois de sete meses afastada do circuito, tendo disputado a chave de duplas de Indian Wells, porém foi eliminada logo na primeira rodada.
No dia 18 de maio, após 10 meses, Sharapova enfim voltou a jogar em um torneio de simples, o Premier de Varsóvia, onde na estreia venceu Tathiana Garbin por 2 sets a 1, parciais de 6-1, 6-7(8) e 6-3, após 2h35min de jogo. Na sequencia passou fácil pela bielorrussa Darya Kustova, mas acabou sendo eliminada nas quartas de final pela ucraniana Alona Bondarenko.
No Torneio de Roland Garros, Sharapova começou com muitas dificuldades, alegando que não estava com ritmo de jogo, mas conseguiu vitórias em três sets nos quatro primeiros jogos, até perder na fase de quartas de final para Dominika Cibulková, da Eslováquia.
Na temporada sobre grama Sharapova começou bem, alcançando a semifinal no torneio de Birmingham, mas no Torneio de Wimbledon acabou sendo derrotada logo na segunda rodada pela argentina Gisela Dulko.
Na temporada sobre piso rápido, Sharapova perdeu para Venus Williams em Stanford. Em Los Angeles alcançou a semifinal, mas foi superada pela italiana Flavia Pennetta. Já em Toronto perdeu para a compatriota Elena Dementieva na final. No último Grand Slam do ano, o US Open, Sharapova acabou sendo surpreendida pela revelação Melanie Oudin e eliminada na terceira rodada.
Maria Sharapova conseguiu acabar com o longo período sem títulos ao conquistar o torneio de Tóquio no dia 3 de outubro, após o abandono da adversária Jelena Janković na final.

### 2010

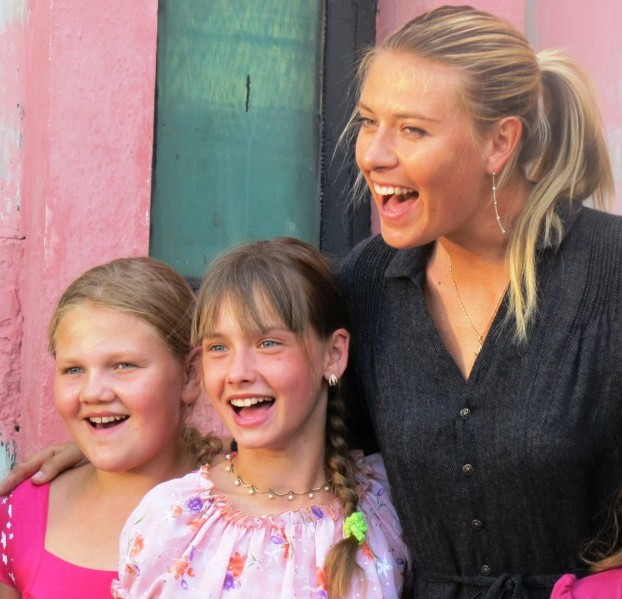
Maria visita crianças do Programa das Nações Unidas para o Desenvolvimento na Bielorrússia.

No primeiro Grand Slam do ano, o Aberto da Austrália, perdeu logo na primeira rodada para a compatriota Maria Kirilenko por 2 sets a 1, com parciais de 7-6 (7-4), 3-6 e 6-4.
Um mês apôs o fracasso em Melbourne e encerrando um jejum de cinco meses desde Tóquio 2009, Sharapova voltou a erguer um troféu de campeonato no Torneio de Memphis (EUA), vencendo na final a sueca Sofia Arvidsson por 2 sets a 0, com parciais de 6-2 e 6-1.
Recuperada de uma lesão no cotovelo que a tirou do circuito na segunda rodada do Indian Wells Masters (EUA), e iniciando sua preparação na temporada de saibro, a russa desta vez foi para o Torneio de Estrasburgo (França) e acabou saindo de lá com a taça, depois de uma vitória sobre a alemã Kristina Barrois por 2 sets a 0, com parciais de 7-5 e 6-1.
Em preparação para o torneio de Wimbledon, Sharapova chegou em mais uma final, mas acabou perdendo para Na Li. No torneio inglês chegou na quarta rodada, onde foi superada pela campeã Serena Williams. Mais tarde, no US Open, o último Grand Slam do ano, a russa perdeu para Caroline Wozniacki.

### 2011

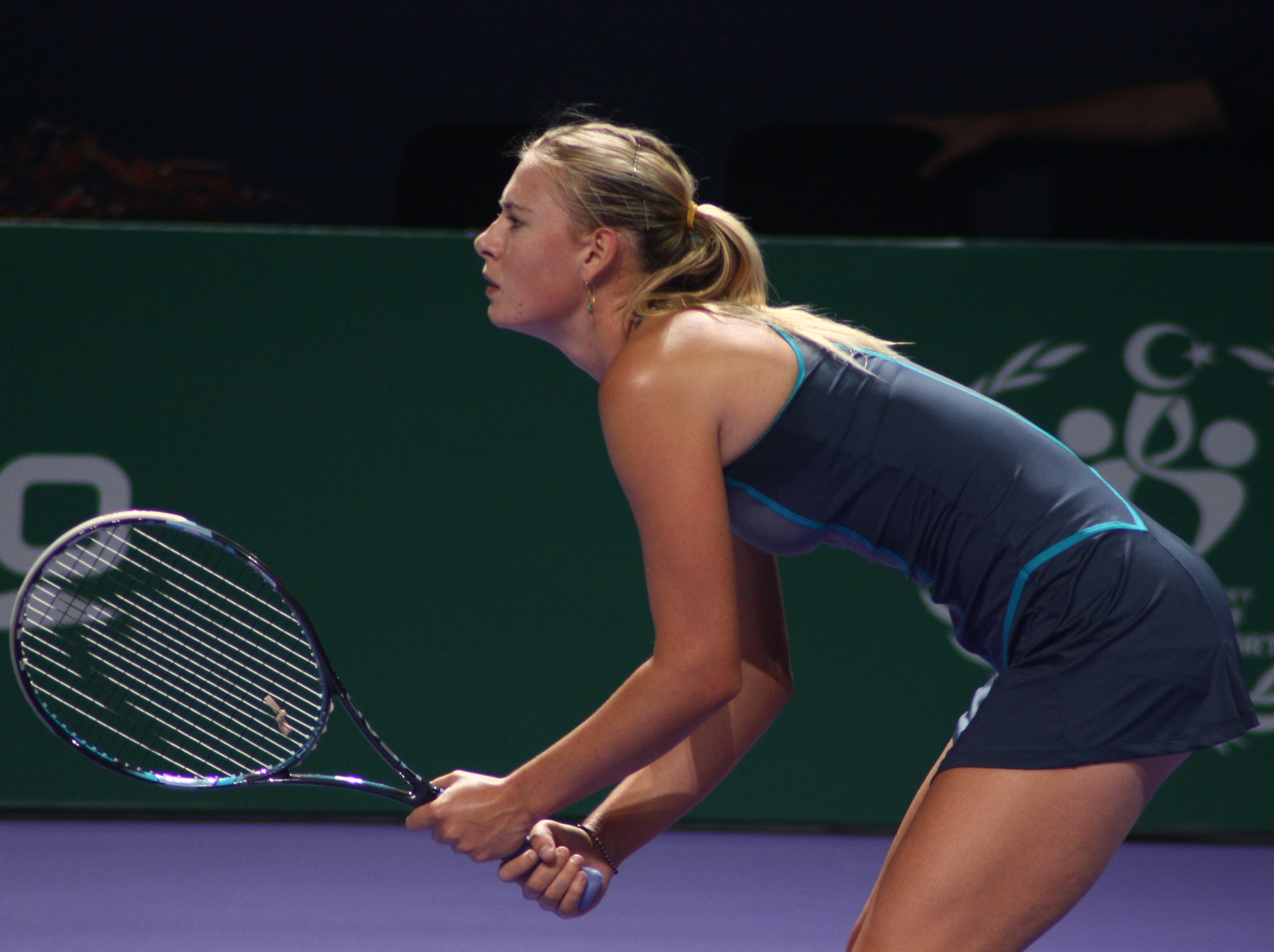
Maria durante o WTA de Istambul de 2011.

Maria Sharapova iniciou o ano como nº 14 do ranking da WTA. Sua estreia em 2011 foi no Torneio de Auckland, onde chegou às quartas de final e perdeu para Gréta Arn por 6-2 7-5. No primeiro Grand Slam do ano, o Aberto da Austrália, Sharapova venceu suas três primeiras partidas, mas acabou sendo eliminada na quarta rodada pela alemã Andrea Petkovic, então a número 30 do ranking, em 2 sets a 0, com parciais de 6-2 e 6-3.
Em Indian Wells, Sharapova chegou à semifinal, onde perdeu para Caroline Wozniacki por 6-1 6-2; em Miami, Maria chegou à primeira final do ano, mas foi superada por Victoria Azarenka por 6-1,6-4.
A temporada no saibro começou no Torneio de Madri, onde jogou pela primeira vez na carreira. Sharapova teve muita dificuldade nos dois primeiros jogos, acabando por ser eliminada nas oitavas-de-final pela eslovaca Dominika Cibulkova. Em Roma, Maria conquistou seu terceiro título no saibro, primeiro do ano e 23º da carreira, ao derrotar Samantha Stosur por 2 sets a 0, com parciais de 6-2, 6-4. No Grand Slam de Roland Garros, Sharapova teve um bom desempenho, alcançando a semifinal pela segunda vez na carreira, acabando por ser eliminada pela chinesa Li Na.
No Torneio de Wimbledon, o terceiro Grand Slam do ano, Sharapova voltou à final, onde não chegava desde 2004, mas acabou sendo derrotada por Petra Kvitová da República Tcheca por 6-3 e 6-4. Com o resultado, Maria voltou a figurar no Top cinco do ranking WTA. A vitória sobre Dominika Cibulkova, da Eslovénia, nas quartas de final foi a de número 400 na sua carreira.
Em Stanford nos EUA, Maria foi às quartas de final, onde reencontrou Serena Williams e foi derrotada por dois sets a zero, com parciais 6-1 e 6-3. Na Rogers Cup, em Toronto, Canadá, Maria passou por Bojana Jovanovski, mas perdeu para Galina Voskoboeva, no jogo que marcou sua 100ª derrota na carreira. Já no WTA de Cincinnati, Maria chegou a sua quarta final do ano e conquistou o seu segundo título na temporada. Na decisão do torneio a vitória foi sobre Jelena Jankovic, da Sérvia, por 2 sets a 1, com parciais de 4–6, 7–6(3), 6–3 em quase três horas de jogo.
No US Open, último Grand Slam do ano, disputado em Nova Iorque, Maria Sharapova venceu duas partidas, mas acabou sendo eliminada na terceira rodada diante da italiana Flavia Pennetta, naquela que foi a sua primeira derrota em uma partida disputada em três sets no ano de 2011. Mas apesar da eliminação precoce, Maria Sharapova subiu no ranking WTA, tornando-se a vice-líder na lista.

### 2012

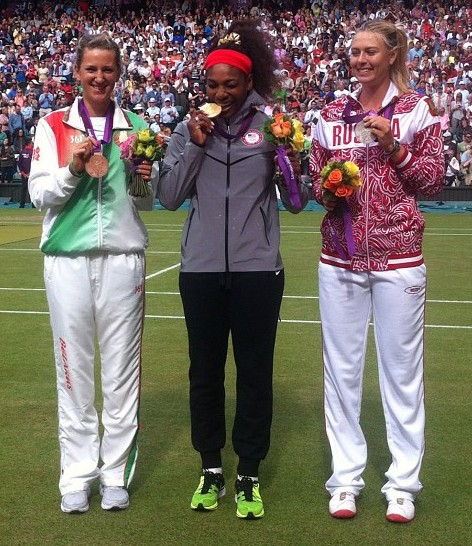
Sharapova conquistou a prata durante as Olimpíadas de Londres.

Começou muito bem o ano, chegando na final do Open da Austrália, mas acabou derrotada por Victoria Azarenka. No mês de fevereiro, Maria defendeu a Rússia na Fed Cup e ajudou as russas a irem à semifinal ao derrotarem a seleção da Espanha. No WTA de Paris, Maria perdeu para Angelique Kerber nas quartas de final por duplo 6-4. Em março, antes do início do torneio de Indian Wells, Sharapova foi convidada para uma partida de exibição contra a dinamarquesa Caroline Wozniacki realizada no Madison Square Garden, Nova York.
Em Indian Wells, Maria chegou à final, mas foi derrotada por Victoria Azarenka por 6-2 e 6-3. Em seguida chegou à final em Miami, mas perdeu novamente, desta vez para Agnieszka Radwanska por 7-4 e 6-4. Na temporada de saibro Maria participou pela primeira vez do Premier de Stuttgart e chegou à terceira final seguida e quarta da temporada, finalmente conseguindo vencer e conquistando seu 25º troféu, quarto no saibro e primeiro no ano ao passar por Azarenka.
Maria teve um dos melhores começos de ano da carreira, onde só não conseguiu chegar à final do Torneio de Paris. Em Madri, Maria chegou às quartas de final e perdeu para Serena Williams por 6-1 e 6-3. Maria foi a Roma, onde defendeu o título de 2011 e se sagrou bicampeã do torneio ao ganhar a final contra Na Li, da China, por 2 sets a 1, com parciais 4-6, 6-4 e 7-6(5). Com o título do WTA de Roma, Maria confirmou seu melhor começo de ano com dois títulos e três vice-campeonatos e tendo ao menos chegado até as quartas de final em todos os torneios de que participou.
Com uma vitória na semifinal do Open da França contra Petra Kvitová por 6-3 e 6-3, ela retornou ao topo do ranking da WTA no dia 7 de junho de 2012. Em seguida, ela chegou pela primeira vez na decisão de Roland-Garros e venceu seu quarto Grand Slam na carreira ao derrotar a italiana Sara Errani por 6-3 e 6-2. Com isso ela conquistou o Career Slam, quando um tenista conquista os quatro principais torneios do tênis, mesmo que em anos diferentes, Wimbledon em 2004, US Open em 2006, Australian Open em 2008 e Roland-Garros em 2012. Sharapova se tornou a primeira tenista a conquistar tal feito depois de Serena Williams e a décima em toda a história.
Em Wimbledon chegou como número 1 da WTA, mas perdeu o posto novamente ao perder nas oitavas de final para a alemã Sabine Lisicki por 6-4, 6-3. Após o torneio inglês, Maria participou pela primeira vez dos Jogos Olímpicos nas Olimpíadas de 2012 em Londres, onde ganhou a medalha de prata ao sair derrotada pela americana Serena Williams por 6-0, 6-1.
Maria não participou dos torneios antes do US Open devido a uma intoxicação estomacal. No Grand Slam americano, Sharapova chegou às semifinais, onde perdeu para Victoria Azarenka por 3-6, 6-2 e 6-4. No torneio de Tóquio, perdeu para Samantha Stosur nas quartas de final por 6-4, 7-6; em Pequim, chegou à final do torneio, onde perdeu novamente para Azarenka por 6-3 e 6-1. Em Istambul na Turquia, Maria chegou ao último torneio do ano e passou em primeiro lugar do grupo branco com três vitórias sobre Sara Errani por 6-3 e 6-2, Agnieszka Radwanska por 5-7, 7-5 e 7-5 e Samantha Stosur por 6-0 e 6-3. Nas semifinais, Maria quebrou o jejum contra Victoria Azarenka e venceu a bielorrussa por 6-4 e 6-2. Na final, perdeu para Serena em excelente forma por 6-4 e 6-3. Em dezembro Maria foi ao Brasil para jogos de exibição junto com Serena, Azarenka, Caroline Wozniacki e Roger Federer.

### 2013

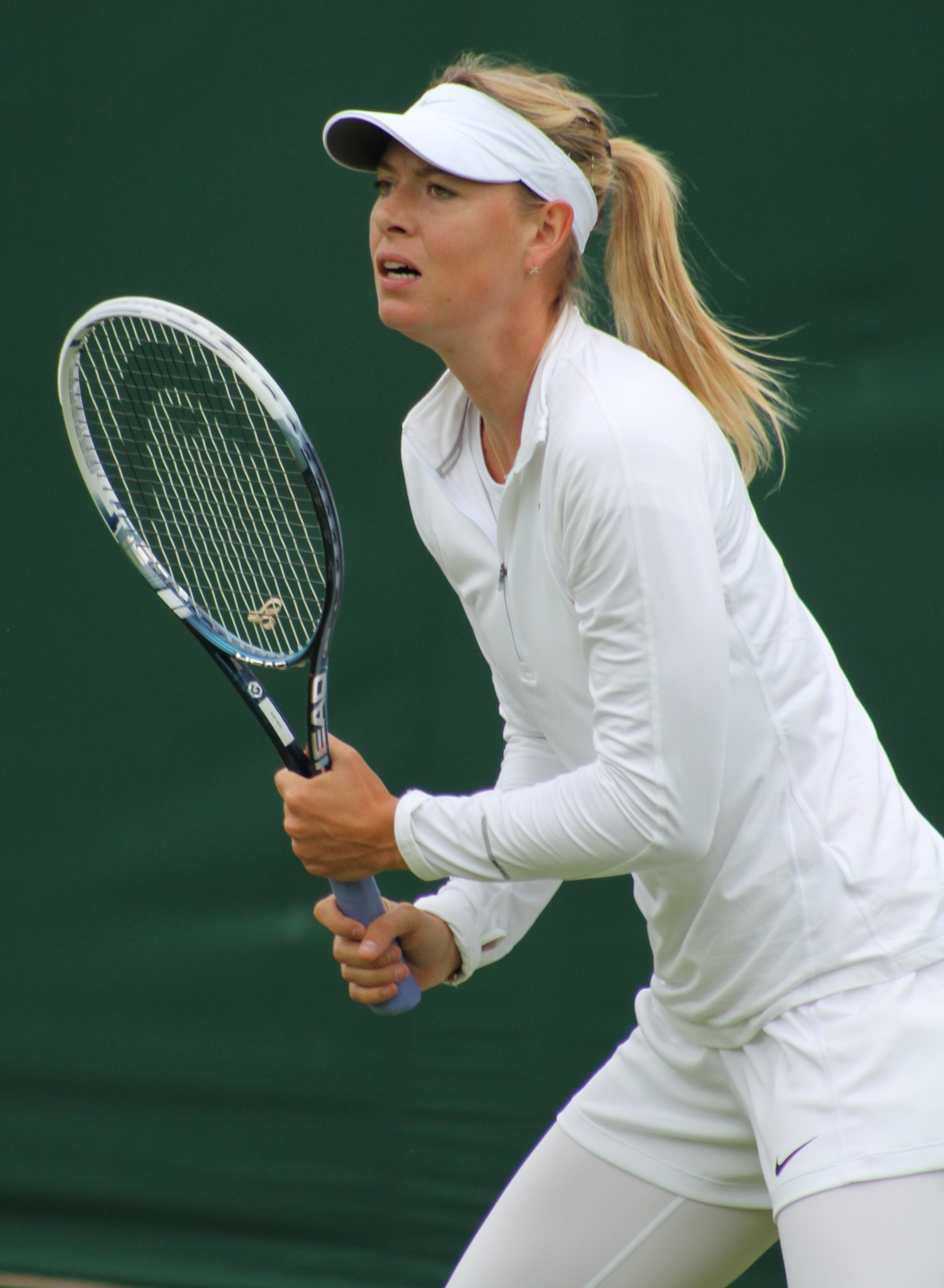
Maria durante o Torneio de Wimbledon de 2013.

Maria desistiu de jogar o Torneio de Brisbane, depois de uma contusão na clavícula. No Australian Open, chegou às semifinais, onde perdeu para Na Li da China por duplo 6-2. Nas duas primeiras rodadas Maria ganhou seus jogos por duplo 6-0 e na terceira rodada, contra Venus Williams, começou ganhando por 4-0 o primeiro set, tornando-se a jogadora que mais ganhou games seguidos em um Grand Slam, com 28 games seguidos e com 9 games perdidos até a semifinal. Maria estabeleceu outro recorde em Melbourne, como a tenista que menos perdeu games até uma semifinal de um torneio da ITF ou da WTA. Com a perda nas semifinais, Maria caiu para terceira no ranking.
Na Premier de Doha, Maria chegou às semifinais, perdendo para Serena Williams por 6-3, 6-2. Em Indian Wells, Maria conquistou seu primeiro título do ano e 28º da carreira. Na final, Sharapova derrotou a dinamarquesa Caroline Wozniacki por 6-2, 6-2 e voltou ao segundo lugar do ranking da WTA. Em Miami, Maria estendeu seu tabu de não ganhar um jogo contra Serena Williams, fato que já durava 9 anos. Sharapova perdeu o jogo final do torneio por 2 sets a 1 (6-4, 3-6 e 0-6), mas antes de sair de quadra derrotada ela havia alcançado um recorde pessoal de ter ganho 23 sets seguidos. Em Stuttgart, na Alemanha, Maria conquistou seu troféu de número 29, ao derrotar na final do torneio a chinesa Li Na, por 2 sets a 0, parciais de 6-4 e 6-3. Com esse título Sharapova alcançou 16 vitórias seguidas no saibro, incluindo resultados do ano anterior, além de ter vencido as sete decisões que fez nesse tipo de piso.
Em maio, Sharapova alcançou a sua vitória número 500 no circuito profissional, após derrotar Ana Ivanović na semifinal do Masters 1000 de Madri.. Com o resultado ela também chegou à sua 21ª vitória seguida no saibro. Na grande decisão, no entanto, a russa acabou sendo superada pela americana Serena Williams, resultado que lhe tirou a oportunidade de voltar a ser a número 1 do mundo. Em Paris, Maria chegou mais uma vez à final, onde jogou contra Serena Williams, perdendo por 2 sets a 0, por duplo 6-4. Em Londres, Maria sofreu uma queda precoce ainda na segunda fase do tradicional torneio de Wimbledon, perdendo para a portuguesa Michelle Brito por 2 sets a 0, com parciais de 6-3 e 6-4.
Maria desistiu de jogar o WTA de Toronto e foi direto para o WTA de Cincinnati, onde perdeu na primeira rodada para a americana Sloane Stephens por 2 sets a 1 (6/2, 6/7(5) e 3/6). Após a queda no torneio americano, Sharapova desistiu do US Open e assim terminou sua temporada para tratar de uma lesão no ombro.

### 2014
Maria retornou ao circuito no torneio de Brisbane e começou bem, só perdendo nas semifinais para Serena Williams por 2 sets a 0, com parciais de 6-2 e 7-6 (9-7). No primeiro Grand Slam do ano em Melbourne, Austrália, Maria perdeu nas oitavas de final para a eslovaca Dominika Cibulkova por 2 sets a 1, parciais de  6-3, 6-4 e 6/1.
No Premier de Paris, na França, Maria novamente parou nas semifinais, ao perder para a tenista russa Anastasia Pavlyuchenkova por 2 sets a 1, com parciais de 4-6, 6-3 e 6-4. Ainda em fevereiro, Maria foi à cidade russa de Sochi para participar do Jogos Olímpicos de Inverno de 2014, onde participou do revezamento da tocha olímpica e foi comentarista do evento para a rede americana de televisão NBC, além de ser Embaixadora de Sochi durante o evento e madrinha da candidatura da cidade para receber o evento. 

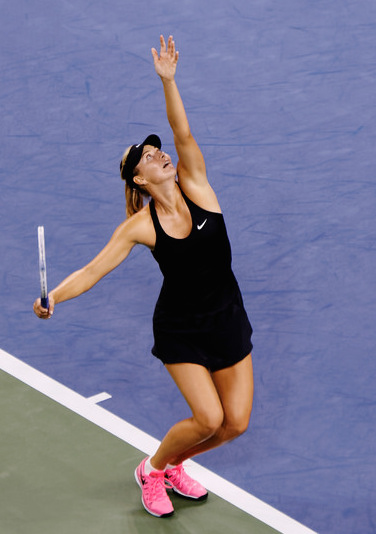
Maria saca durante o US Open de 2014.

Em Indian Wells, onde defendia o título, Maria perdeu logo na terceira rodada para a italiana Camila Giorgi por 2 sets a 1, parciais de  6-3, 4-6 e 7-5. Em Miami, Maria perdeu nas semifinais para Serena Williams por 2 sets a 0, parciais de 6-4 e 6-3.
Após o torneio americano, a russa só voltou a competir em Stuttgart, na Alemanha, onde Maria conquistou seu troféu de número 30, ao derrotar na final do torneio a sérvia Ana Ivanovic, por 2 sets a 1, fechando o jogo com placar final de 3-6, 6-4 e 6-1. Assim, Maria permaneceu no Top 10 da WTA.
Em Madri, Sharapova conquistou seu primeiro título do torneio, ao derrotar de virada a romena Simona Halep por 2 sets a 1, com parciais de 1/6, 6/2 e 6/3. Em Roma, foi eliminada nas oitavas de final do torneio por Ana Ivanovic, por 6-1, 6-4. Em Roland Garros, Sharapova disputou a final contra a romena Simona Halep e venceu por 2 sets a 1, parciais de 6-4, 6-7 (5), 6-4. Esse foi o segundo título de Sharapova na capital francesa e seu quinto título de Grand Slam na carreira. No fim de julho, Maria disputa o torneio de Wimbledon em Londres e passa com tranquilidade nas três primeiras rodadas ,mas cai nas oitavas de final diante da alemã Angelique Kerber com parciais de 6-7(4), 4-6 e 6-4.
Depois da grama inglesa, Sharapova iniciou a US Open Series no WTA de Montreal, onde foi eliminada, logo em sua segunda partida no torneio, pela espanhola Carla Suárez Navarro, por parciais de 2-6, 6-4 e 2-6. No último torneio antes do US Open, o WTA de Cincinnati, a tenista russa chegou às semifinais, onde foi derrotada pela sérvia Ana Ivanovic em um jogo dramático com parciais de 2-6, 7-5 e 5-7. No Grand Slam norte-americano, Maria chegou até às oitavas de final, onde foi superada pela dinamarquesa Caroline Wozniacki, que viria a ser a vice-campeã do torneio, por parciais de 4-6, 6-2 e 2-6. Com os pontos ganhos na temporada norte-americana, Sharapova se garantiu no WTA Finals em Cingapura. Neste torneio, Maria perdeu jogos para Caroline Wozniacki por 2 sets 1, placar de 7/6 (5), 6/7 (5) e 6/2, e para Petra Kvitova por 2 sets a 0, parciais de 6/3 e 6/2, e ganhou o jogo contra a polonesa Agnieszka Radwanska por 2 sets a 1, parciais de 7/5, 6/7(4) e 6/2; devido a esses resultados, Maria acabou sendo eliminada ainda na fase de grupos do torneio.

### 2015
Assim como em 2014, Maria iniciou o ano no WTA de Brisbane, na Austrália, onde ganhou seu primeiro título do ano e o de número 34 da carreira, vencendo na final a sérvia Ana Ivanovic por 2 sets a 1, parciais de 6/7 (4/7), 6/3 e 6/3. Após este título, Sharapova foi a Melbourne, onde participou do primeiro Grand Slam do ano, o Australian Open. Ela foi bem nas quadras duras do complexo australiano e  chegou à final, que perdeu para Serena Williams por 2 sets a 0, com parciais de 6/3 e 7/6 (5).

### 2016
Sharapova foi pega no exame de doping durante o Aberto da Austrália, com uso da substância meldonium, uma substância que toma desde 2006, mas que se tornou proibida em 1º de janeiro de 2016, assumindo que não tinha verificado a lista atualizada de produtos proibidos. Declarou em entrevista coletiva: "Eu cometi um erro enorme e decepcionei meus fãs e o esporte. Assumo total responsabilidade por isso. É o meu corpo e eu sou responsável pelo que coloco e deixo colocarem nele. Não quero terminar a carreira assim. Quero voltar se eu tiver a chance". Suspensa por dois anos pela Federação Internacional de Tênis, Maria recorreu ao Tribunal Arbitral do Esporte que, em 4 de outubro, reduziu a penalidade a quinze meses.

### 2017
Recebeu o wildcard, um convite, para disputar o WTA de Stuttgart em 26 de abril, seu primeiro torneio após o cumprimento da suspensão. Este benefício, que não leva em conta o ranqueamento do jogador, gerou intensas críticas de outras jogadoras como Caroline Wozniacki, Dominika Cibulkova, Agnieszka Radwanska, Angelique Kerber, Simona Halep e Alize Cornet. Também sua primeira adversária no torneio, Roberta Vinci, a quem venceu por 7-5 e 6-3, criticou o convite.

### 2018
Sharapova venceu vinte e perdeu onze partidas nesta temporada. Entre seus melhores resultados, ela foi semifinalista no Premier Internacional de Shenzhen, em janeiro, no Premier 5 de Roma. Nos torneios da série Grand Slam, Maria teve como melhores resultados as quartas de final em Roland Garros e as oitavas no US Open. A tenista de 31 anos decidiu se retirar da gira asiática, que inclui os WTA de Pequim e Tianjin, além da participação no Premier de Moscou, em seu país, para descansar e se recuperar de problemas físicos, que tanto a atrapalharam nesta temporada. "Eu estava ansiosa para voltar a Tianjin para defender o meu título, mas infelizmente eu preciso me dar tempo para me recuperar de uma lesão", disse Sharapova em um comunicado. É difícil analisar a temporada de Sharapova, que foi bem sucedida em alguns níveis e decepcionante em outros. Ela melhorou sua classificação de No.59 no ranking da WTA no final de 2017 para sua marca atual de 24, ajudando-a a alcançar um Grand Slam, sendo cabeça-de-chave em Roland Garros, Wimbledon e Flushing Meadows. Ela foi consistente no saibro, chegando às quartas em Madri e Paris, além de uma semifinal em Roma, o mais profundo que ela foi em um torneio em 2018. Ela ganhou mais partidas do que perdeu, construindo um recorde de 20-11.
No entanto, houve muitos momentos esquecíveis também. Ela decepcionou na rodada de abertura em Doha, Indian Wells e Stuttgart - contribuindo para uma série de quatro derrotas consecutivas - e sofreu uma humilhante derrota na primeira rodada de Wimbledon para a qualifier Vitalia Diatchenko, durante o qual ela sofreu virada em um set em que liderou por 5-2. As lesões continuaram a atormentá-la; Ela desistiu de Miami e Stanford devido a uma lesão no braço e também perdeu Cincinnati, embora a razão para isso não tenha sido especificada. No total, ela jogou apenas 11 torneios e, ao não defender os 400 pontos que conquistou em Pequim e Tianjin no ano passado, ela teve dificuldades para manter um lugar entre os 30 primeiros no final da temporada. É também apenas a segunda temporada, que remonta a 2003, que Sharapova não ganhou pelo menos um título na WTA. O outro ano foi em 2016, quando ela jogou apenas um torneio (o Aberto da Austrália) antes de ficar de fora do resto do ano devido a uma proibição de doping.

### 2019
O ano parecia promissor para a russa ao atingir bons resultados no aberto da Austrália, chegando inclusive a bater sua rival Caroline Wozniacki na terceira rodada, embora acaba sendo eliminada na rodada seguinte pela sensação local Ashleigh Barty por 2 sets a 1. Porém os problemas físicos atrapalham mais uma vez a tenista russa Maria Sharapova no circuito profissional. A ex-número 1 do mundo teve que desistir do Torneio de São Petersburgo, em seu país natal, por causa de dores no ombro direito. Também ficou de fora de Indian Wells e Miami, visando sua recuperação física a fim de melhor preparação para as competições de saibro que precedem Roland Garros. Depois disso, ela parou por causa de uma lesão no ombro e precisou passar por nova cirurgia. Ela acrescentou que ela tem lutado desde meados do ano passado com dor no ombro causada por um tendão desgastado e uma pequeno rompimento no ligamento. Esse fator acabou resultando na desistência da russa dos torneios WTA de Stuttgart, Madri e Roma, além de colocar em dúvida sua participação no Grand Slam francês.

### 2020
Anunciou aposentadoria em 26 de fevereiro, aos 32 anos, após passar por recorrentes problemas com lesões. Seu último jogo foi pela 1ª fase do Australian Open do mesmo ano, quando perdeu para a croata Donna Vekić.